# Palliduphantes palmensis
Palliduphantes palmensis là một loài nhện trong họ Linyphiidae.
Loài này thuộc chi Palliduphantes. Palliduphantes palmensis được Jörg Wunderlich miêu tả năm 1992.